# Samsung Galaxy Core Plus
Samsung Galaxy Core Plus es un teléfono inteligente Android desarrollado por Samsung Electronics. Fue lanzado en octubre de 2013 y funcionaba con Android 4.2.2 (Jelly Bean) y tenía una pantalla de 4,3 pulgadas.

## Historia
El Samsung Galaxy Core Plus fue anunciado y lanzado en octubre de 2013. Este modelo estuvo disponible apenas unos meses después de que saliera el Galaxy Core original en mayo de 2013. Este lanzamiento ha sido visto como parte de una estrategia para ofrecer nuevos teléfonos para mantener el interés de los consumidores.

## Especificaciones
El Samsung Galaxy Core Plus contaba con 4 GB de almacenamiento interno, ampliables mediante microSD hasta 64 GB, junto con 512 MB de RAM. Tenía una batería de 1800 mAh y una pantalla de 4,3 pulgadas. Estaba equipado con una cámara trasera de 5 MP y una frontal de 0,3 MP.
Hay otras variantes introducidas en otros mercados que cuentan con diferentes especificaciones. Por ejemplo, el Galaxy Core Plus lanzado en el mercado taiwanés y en Europa fue lanzadocon 768 MB de RAM. Este se destacó por ser inferior al modelo Core original, que contaba con 1 GB de RAM y 8 GB de almacenamiento interno.